# Hassi Fedoul
Hassi Fedoul là một đô thị thuộc tỉnh Djelfa, Algérie. Dân số thời điểm năm 2002 là 12.221 người.